# タンマランカー
タンマランカー は、タイ王国の復興ラーンナーの第2代元首である。

## 歴史
先代王のカーウィラと同じく、ランパーン県の知事、チャーイケーオの息子で三男である。1782年チエンマイの副王に任命させる。
猛将として知られ、1802年ビルマに寝返ったムアンサートの国主を拿捕しバンコクに送る。また、1804年にはチエンセーンからビルマ軍を追い払いチエンセーンをシャムの図版に加えた。これらの功績により、カーウィラの死後の1816年、チエンマイの国王として認められた。
領侯になった後、ラーマ2世に白象を送ったことで、白象の君主 (พระเป็นเจ้าช้างเผือก) とよばれ親しまれた。その治世はワット・プラシン、ワット・プラタートシーチョームトーンを修復、城壁を整備するなど国内のインフラ整備に力を入れた。

## 子孫
- マホータラプラテート
- プラヤー・ラッタナケート (サムセーン) (พระยารัตนเขตต์ (คำแสน)) ・・・チエンラーイの国主。
- ノーイノーカム (เจ้าอุปราช น้อยหน่อคำ) ・・・ 第四子。チエンマイの副王。プッタウォンの弟・ノーイカーウィラ (เจ้าบุรีรัตน์ น้อยกาวิละ) の孫であるブンナーク姫 () と結婚。孫は、พันตำรวจเอก เจ้าไชยสงคราม สมพมิตร ณ เชียงใหม、チャイソンクラーム王子（ソムパミット・ナ・チエンマイ警察大将）の祖父。
- シーピムパー王女 (เจ้าหญิงศรีปิมปา) ・・・ファーンの国主、プラヤー・マヒッティウォンサー (ナーンマハーテープ) (พระยามหิทธิวงศา (หนานมหาเทพ))の母。
- ブンパン王女 (เจ้าหญิงบุญปั๋น) ・・・ファーンの国主、プラヤー・マヒッティウォンサー (ノーイマハーウォン) (พระยามหิทธิวงศา (น้อยมหาวงศ์))の母。
- ケーオヤウォンカム王女 (เจ้าหญิงแก้วยวงคำ) ・・・プーキエン王子と結婚。チエンラーイの国主、プラヤー・ラッタナケート (スヤ) (พระยารัตนเขตต์ (สุยะ)) の母。